# Sebastian Fagerlund
Sebastian Fagerlund, född 6 december 1972 i Pargas, Finland, är en finländsk kompositör. Produktionen omfattar olika slags verk, allt från opera till kammarmusik och instrumentala soloverk. Hans konserter och orkesterverk har varit mest framstående.

## Biografi
Fagerlund inledde sina musikstudier med att spela violin vid Åbo konservatorium under ledning av Simo Vuoristo. Efter att ha studerat ett år i Nederländerna, började Fagerlund på Sibeliusakademin för att studera komposition. Efter studier under ledning av Erkki Jokinen utexaminerades Fagerlund som kompositör år 2004. Han har deltagit i mästarkurser med bland andra Michael Jarrell, Magnus Lindberg och Ivan Fedele.
Fagerlunds första uppmärksammade verk var en klarinettkonsert 2006. Ett annat viktigt orkesterverk har varit Isola (2007). Båda verken har uruppförts på Musikfestspelen Korsholm. Den surrealistiska kammaroperan Döbeln (2009) belönades med Rundradions utmärkelse Årets skiva, var ett beställningsverk för Karleby opera. Orkesterverket Ignite var klart 2010. Violinkonserten Darkness in Light, skräddarsydd åt Pekka Kuusisto, framfördes i Tammerfors i september 2012.  2013 kom gitarrkonserten Transit, som beställdes av Rundradion och uruppfördes av Ismo Eskelinen.
Fagerlunds kompositioner har framförts av orkestrar på olika håll i världen, bl.a. Singapores symfoniorkester, Radions Symfoniorkester, Orquesta Sinfonico Nazionale RAI, BBC:s symfoniorkester, Göteborgs Symfoniker, Bergens filharmoniska orkester och Holländska Radions Filharmoniska orkester.
Åren 2013-2019 fungerade Sebastian Fagerlund tillsammans med klarinettisten Christoffer Sundqvist som konstnärliga ledare för kammarmusikfestivalen RUSK.
Fagerlund var utnämnd till The Royal Concertgebouws Residenskompositör i Amsterdam för säsongen 2016/17. Fagerlund inviterades år 2018 till gästkompositör på Aspen Music Festival. Fagerlund var utnämnd som Residensartist för Tapiola Sinfonietta säsongen 2021-22.

## Priser och utmärkelser
- 2010 – Nominerad till Nordiska rådets musikpris med verket Sky[12].
- 2010 – Inspelningen av operan Döbeln valdes av Rundradions musikproducenter till Årets skiva[källa behövs]
- 2011 – Emma-priset för årets bästa klassiska skiva, orkesterverket Isola[13].
- 2011 – Teosto-priset för orkesterverket Ignite[14].
- 2011 – Ignite invaldes på listan över rekommenderade verk vid evenemanget International Rostrum of Composers i Wien.[källa behövs]
- 2016 – Nominerad för Nordiska Rådets Musikpris med verket Mana- Concerto for Bassoon and Orchestra[15]
- 2018 – Nominerad för International Opera Awards med operan Höstsonaten[16]
- 2018 – Nominerad för Fondation Prince Pierre de Monaco Musical Composition Prize med operan Höstsonaten[17]
- 2019 – Svenska kulturfondens stora kulturpris.[18]

## Verkförteckning

### Sceniska verk
- Döbeln, opera med libretto av Jusa Peltoniemi (2008–09)
- Höstsonaten, opera med libretto av Gunilla Hemming efter Ingmar Bergmans film (2015–17)

### Verk för orkester och större ensemble
- Renergies för kammarorkester (2003)
- Partita för slagverk och stråkorkester (2007–09)
- Isola (2007)
- Preghiera för slagverk och stråkorkester (2009)
- Ignite (2010)
- Stonework för symfoniorkester (2014–15)
- Strings to the Bone för stråkorkester (2015)
- Skylines, fanfar för orkester (2016)
- Drifts för symfoniorkester (2017)
- Water Atlas (2017–18)
- Chamber Symphony (2021)
- Beneath (2022)

### Verk för solist och orkester
- Emanations för solo klarinett, två slagverkare och stråkorkester (1998)
- Höga lågor, stilla vatten för solo sopran, solo mezzo-sopran, solo baryton och kammarorkester (2003)
- Konsert för altsaxofon och orkester (2004)
- Klarinettkonsert (2005–06)
- Darkness in Light, violinkonsert (2012)
- Stone on Stone för förstärkt cello och ensemble (2012)
- Silent Words [version för cello och stråkorkester] (2013)
- Transit, konsert för gitarr och orkester (2013)
- Mana, konsert för fagott och orkester (2013‒14)
- Nomade, konsert för cello och orkester (2018)
- Terral, konsert for flöjt och orkester (2021)
- Lanterna – Seven Settings for Violin, Violoncello, Piano and Symphony Orchestra (2023)
- Arcantio – konsert för kontrabas och kammarorkester (2023)
- Helena's Song för solo violin och orkester (2023)

### Kammarmusik
- Imaginary Landscapes för ensemble (9 musiker) (2002)
- Short Stories för saxofonkvartett (2002/08)
- Klarinettkvintett (2004)
- Breathe för klarinett, accordeon och cello (2005/06)
- Cadenza för klarinett och ett lågt instrument (2006)
- Verso l’interno [Stråkkvartett nr 1] (2006–07)
- Scherzic för viola och cello (2008)
- Sky för barockensemble (2008)
- Traces and Shadows för cello och piano (2008–12)
- Sky II för ensemble (10 musiker) (2009)
- Oceano för violin, viola och cello (2010–11)
- Rush för violin, klarinett, två pianon och cimbalom (2010/11)
- Exhibit för ensemble (2010)
- Fuel för klarinett, cello och piano (2010)
- Rounds för klarinett och piano (2011)
- Rush II, ’Aldeburgh Version’ för violin, klarinett, cimbalom och 4-händigt piano (2011)
- Sonat för klarinett och piano (2011)
- Silent Words, version för cello och piano (2013)
- Transient Light för horn, violin, cello och piano (2013)
- Stilla för violin och piano (2014)
- Windways för blockflöjtskvartett (2015–16)
- Autumn Equinox, oktett för klarinett, fagott, horn, 2 violiner, viola, cello och kontrabas (2016)
- From the Ground [Stråkkvartett nr 2] (2017)
- Fuel II för flöjt, klarinett, violin, cello, piano (2018)
- Woodlands Variations för fagott och stråkkvartett (2018)
- Remain för piano trio (2022)

### Verk för soloinstrument
- Flow för klarinett (1999)
- Ground för altsaxofon (1999/2001)
- Environs för orgel (2003)
- Reminiscence för violin (2003)
- Recordanza för tenorblockflöjt (2005)
- Six Piano Pieces, musik för unga musiker (2007)
- Licht im Licht för piano (2007)
- Kromos för gitarr (2011)
- Woodlands för fagott (2012)
- Materie för solo violin (2019)
- Recitativo för solo cello (2021)

### Vokala verk och verk för kör
- Liten svit för baryton och piano (2001)
- Revontulet (’Norrsken’) för sopran och piano (2001)
- Sinnlighetens fest för manskör (2002)
- Teckning för manskör (2006)
- Staden, tre sånger för sopran och piano (2010)
- Nocturne för damkör (2010)
- Dream Land för manskör (2019)

### Elektroakustiska verk
- Element för 8 kanals tape (1998)

## Inspelade verk
- 2000 – Emanations, Turun konservatorion orkesteri, Christoffer Sundqvist, clarinet, Sauli cond. Huhtala, KACD2001-2.
- 2001 – Ground, Olli-Pekka Tuomisalo, alto saxophone, Risto-Matti Marin, piano, OPTCD-01003-4.
- 2001 – Ground, Olli-Pekka Tuomisalo, alto saxophone, FSSCD-01001.
- 2002 – Sinnlighetens fest, Polytekniikkojen Kuoro, dir. Juha Kuivanen, PKCD 19.
- 2003 – Imaginary Landscape, Nyinspelning Chamber Ensemble, UUCD 101.
- 2005 – Saxophone Concerto, Olli-Pekka Tuomisalo, saxophone, Chamber Orchestra Avanti!, cond. Dmitri Slobodeniouk, JaseCD 0042.
- 2007 – Northern Lights, Anu Komsi, sopran, Pia Värri, piano, ABCD 231.
- 2009 – Imaginary Landscapes, Turku Ensemble, JJVCD-69.
- 2010 – Licht im Licht, Risto-Matti Marin, ABCD 305.
- 2010 – Short Stories, The Academic Saxophone Quartet, OPTCD-10007-8.
- 2010 – Döbeln, West Coast Kokkola Opera, cond. Sakari Oramo, BIS-SACD-1780.
- 2011 – Concerto for Clarinet and Orchestra, Partita, Isola, Christoffer Sundqvist, clarinet, Gothenburg Symphony Orchestra, cond. Dima Slobodeniouk, BIS-SACD-1707.
- 2015 – Darkness in Light - Violin Concerto, Ignite, Pekka Kuusisto, violin, Finnish Radio Symphony Orchestra, cond. Hannu Lintu, BIS-2093.
- 2016 – Mana – Bassoon Concerto, Woodlands, Bram van Sambeek, bassoon, Lahti Symphony Orchestra, cond. Okko Kamu, BIS-2206 (with Bassoon Concerto by Kalevi Aho)
- 2018 – Stonework, Drifts, Transit - Guitar Concerto, Ismo Eskelinen, guitar, Finnish Radio Symphony Orchestra, cond. Hannu Lintu, BIS-2295
- 2018 – Höstsonaten / Autumn Sonata, Anne Sofie von Otter, Erika Sunnegårdh, Helena Juntunen, Tommi Hakala, Nicholas Söderlund, Finnish National Opera Chorus & Orchestra, cond. John Storgårds, BIS-2357
- 2020 – Kromos – 21st Century Guitar Music, Ismo Eskelinen, guitar, BIS-2395
- 2021 – Oceano – Chamber Music by Sebastian Fagerlund, String Quartet Meta4, Paavali Jumppanen, piano, Christoffer Sundqvist, clarinet, Hervé Joulain, horn, BIS-2324
- 2021 – Nomade – Cello Concerto, Water Atlas, Nicolas Altstaedt, cello, Finnish Radio Symphony Orchestra, conductor. Hannu Lintu, BIS- 2455
- 2022 – Breathe, Trio Klangspectrum, GENUIN
- 2023 – Terral – Strings to the Bone, Chamber Symphony, Sharon Bezaly, flöjt, Tapiola Sinfonietta, dir. John Storgårds. BIS-2639